# Beatriz González
Pour les articles homonymes, voir Gonzalez.
Beatriz González, née le 16 novembre 1938 à Bucaramanga, est une peintre colombienne.
Par le dessin, la peinture, le graphisme et la sculpture, elle traite des questions liées à l'environnement historique et culturel de la Colombie. S'inspirant souvent du travail photographique de photojournalistes, elle développe une œuvre dans laquelle elle exprime la douleur causée par la violence et la mort et s'intéresse à la représentation d'icônes de la culture populaire : idoles sportives, politiciens, chefs religieux, représentations des cultures autochtones et des arts précolombiens.

## Biographie
Elle est la fille cadette de Valentín González Rangel et Clementina Aranda Mantilla.
En 1956, elle se rend pour la première fois en Europe. La même année, elle retourne en Colombie et y commence des études en architecture à l'université des Andes de Bogota. Bien qu'elle ne termine pas ce cursus, ces deux années permettent de se diriger définitivement vers les arts plastiques. Elle retourne à Bucaramanga en 1958, mais revient à Bogotá en 1959 et entre alors à la Faculté des Lettres de l'Université des Andes. Là, elle est l'élève de l'historienne et critique d'art argentine Marta Traba et du peintre espagnol Juan Antonio Roda (es).
Elle grandit dans la Colombie des années 1940 et 1950, alors que le pays est en proie à la violence et à la guerre en raison des bouleversements sociaux et politiques connus sous le nom de La Violencia. C'est cet environnement qui a largement influencé sa compréhension de la société colombienne, et par là même son style artistique.

## Carrière
Sa première exposition personnelle a lieu en 1964 au Musée d'Art moderne de Bogota. En 1965, elle reçoit un prix au XVIIe Salon national des artistes de Colombie.
Elle expose individuellement et collectivement depuis 1964 en Colombie, en Espagne, au Venezuela, aux États-Unis et au Brésil. Elle est lauréate du Ier Salon de peinture de Cali, du Ier Salon Austral et colombien de la gravure ; elle obtient une mention spéciale du XXXIIIe Salon national des artistes de Colombie.
Elle a été directrice du département d'éducation du Musée d'art moderne de Bogotá. Elle s'est distinguée par ses variations sur les peintres classiques et sur les thèmes et personnages quotidiens du pays.
On retrouve ses œuvres au Musée national de Colombie, au Musée d'Art moderne de Bogota, au musée La Tertulia (en), au Museo de Arte de la Universidad Nacional de Colombia (es) et dans d'autres musées à Cali, Medellín et Bucaramanga.
Elle a été curatrice d'expositions pour la Bibliothèque Luis Ángel Arango, le Musée d'art moderne et le Musée d'art religieux de Bogotá, et a collaboré avec la Grande Encyclopédie de Colombie, conseillère au Musée national (1975-82) et conservatrice des collections d'art et d'histoire (1990-2004).

## Œuvre
Bien que Beatriz González soit souvent citée comme une artiste du mouvement pop art, elle ne s'est jamais considérée comme telle. Elle considère que le mouvement pop n'est pas présent dans son médium de prédilection, la peinture, et que ce n'est pas une étiquette appropriée pour son travail. Quand on lui a demandé si, à un moment donné, elle s'était considérée comme une artiste pop, elle a répondu : « Je me suis toujours considérée davantage comme une peintre et j'ai peint la joie des sous-développés. Pour moi, le type d'art que je faisais ne pouvait circuler à l'échelle internationale que comme une curiosité. Mon art était un art provincial sans horizons, confrontant le quotidien, alors que l'Art est international ».
Elle a souvent été reconnue comme femme dans un mouvement et un pays où beaucoup de ses pairs étaient des hommes, mais selon elle, cela n'a jamais été un problème pour elle. Marta Traba avait encouragé la présence féminine sur la scène artistique colombienne et elle affirme qu'elle ne croit pas au complexe de l'artiste féminine qui se doit d'être une victime.
En 1965, elle peint Les Suicidés de Sisga, basé sur le portrait d'un jeune couple qui avait été publié dans un journal local après avoir sauté du barrage du lac del Sisga afin de préserver la pureté de leur amour. Cette œuvre est d'abord refusée au Salon des artistes colombiens de 1965, ignorée et rejetée par le Jury comme étant du mauvais Botero. Mais après que Marta Traba eut poussé le jury à reconsidérer sa décision, le tableau sera non seulement accepté, mais elle recevra un prix spécial pour son travail, ce qui contribuera à lancer sa carrière.
Après avoir accompagné dans les années 1970 son mari, architecte, dans une quincaillerie, elle commence à travailler sur divers meubles, achetés en magasin, qu'on trouvait généralement dans les ménages de classe moyenne au début du XXe siècle. Typiquement, elle prend ses images à partir de peintures italiennes bien connues de la Renaissance et de l'histoire italienne, ou des images des médias actuels, en les transférant sur des tables de nuit, des chaises, des tables basses et des lits bon marché peints par un peintre amateur. Elle associe soigneusement ses images avec la fonction des meubles, comme en peignant le visage des papes sur des tables de nuit, évoquant les images de dévotion que l'on trouve couramment sur les lits ou sur les tables de nuit des ménages colombiens moyens.
En 1985, son œuvre prend un virage stylistique vers le dramatique, passant de couleurs et de formes vibrantes à des images plus sombres, après l'attaque du palais de justice de Bogotá par le M-19, qui a fait 94 morts. Sentant qu'elle ne pouvait plus rire après un tel événement, elle commence à explorer les thèmes de la mort, du commerce de la drogue, ainsi que certains des événements les plus tragiques de la Colombie.
Lorsqu'elle peint trois présidents colombiens (Julio César Turbay Ayala, Carlos Lleras Restrepo et Belisario Betancur) portant des coiffes d'autochtones amazoniens  à côté d'une autochtone amazonienne, beaucoup l'interprètent comme une représentation de leur inefficacité comme présidents.

## Quelques expositions
- 1998 - « Beatriz González » au El Museo del Barrio, New York.
- 2002 - « Backstage into view » à la Galerie Ruta Correa, Fribourg.
- 2003 - « Maestros contemporáneos Colombianos » à la Galerie Fernando Pradilla, Madrid
- 2004 - « Inverted Utopias: Avant-Garde Art in Latin America » au Museum of Fine Arts, Houston.
- 2005 - « Otras Miradas - Arte Contemporáneo de Colombia » au Museo de Arte de Lima, Montevideo
- 2005 - « Brought to Light: Recent Acquisitions in Latin American Art » au Museum of Fine Arts, Houston TX
- 2005 - « Otras Miradas » au Musée national des arts visuels, Montevideo
- 2007 - « Arte Colombiano En La Colección Del Mambo - Años 60 - 2000 MAMBO » au Musée des arts modernes de Bogotá
- 2015 - « Transmissions: Art in Eastern Europe and Latin America, 1960–1980 », MOMA
- 2018 - « Beatriz González », exposition monographique, Musée d'Art Contemporain de Bordeaux et Museo de Arte Reina Sofía de Madrid.

### Sources de la traduction
- (en) Cet article est partiellement ou en totalité issu de l’article de Wikipédia en anglais intitulé « Beatriz Gonzalez » (voir la liste des auteurs).

- (es) Cet article est partiellement ou en totalité issu de l’article de Wikipédia en espagnol intitulé « Beatriz González » (voir la liste des auteurs).